# 中島由貴 (声優)
中島 由貴（なかしま ゆき、1997年9月12日 - ）は、日本の声優、モデル、歌手、女優。アース・スター ドリームの元メンバーで、イメージカラーは白。和歌山県出身、東京都在住。所属事務所はビーフェクト、所属レコードレーベルはNBCユニバーサル・エンターテイメントジャパン。
声優としての代表作に、『てーきゅう』『うさかめ』（田中きなこ）、『アイドルマスター シンデレラガールズ』（乙倉悠貴）、『遊☆戯☆王VRAINS』（財前葵/ブルーエンジェル）、『BanG Dream!』（今井リサ）などがある。

## 来歴
中学生時代まで、シュガープリンセスルームのモデル、雑誌JSガールの専属モデルなどジュニアモデルとして活躍した。
阪急百貨店うめだ本店のシュガープリンセスルームのモデルを1年間務め、2011年9月11月のイベントをもって卒業した。
JSガールの創刊号である『JSガール Vol.1』を見て読者モデルに応募する。2011年5月に発売された『JSガール Vol.2』で表紙を飾り、以降読者モデルとしてJSガールに登場した。2011年12月、JSガールの専属モデルに選ばれたことが発表された。2012年10月22日発売の『JSガール Vol.11』をもってJSガール専属モデルを卒業した。
プロダクションアミューズに所属し、子役としてCM、ドラマなどに出演した。
2014年にアース・スター エンターテイメントが開催した国民的声優グランプリにて3000名応募の中、グランプリを受賞する。その後アース・スター ドリームのメンバーとしてデビューするとともに、アース・スター エンターテイメントに所属した。
『てーきゅう』アニメ4期の大喜利の司会者役で声優デビューし、同作品5期の田中きなこ役で初めて名前のある役を演じる。また、アニメに先行し、舞台版においてもきなこを演じ、舞台デビューも果たしている。
2015年に日本きものシステム協同組合のオーディションで第4期ドリームエンジェルとして選ばれ、同組合のCM、パンフレットなどで活躍した。
高校は2年まで地元の高校に通学し、和歌山県と東京都を行き来する生活だったが、3学年より都内の日出高等学校に通学、2016年3月に卒業した。
2016年9月よりORICON GAMEの公式プレイヤーとしても活動。
2017年2月末に『アイドルマスター シンデレラガールズ』の乙倉悠貴役に起用されたことが発表された。同役で同年3月にキャラクターソングのリリースがあり、6月にはエコパアリーナ（静岡県）、8月にはさいたまスーパーアリーナ（埼玉県）といった大きな会場でのライブにも参加。後年、同役に起用されたことで仕事の環境が一番大きく変わったと語っている。
2017年10月に、12月末をもってアース・スター ドリームを卒業することを発表し、アース・スター ドリーム自体も12月末に活動休止となった。所属していたアース・スター エンターテイメントの声優・タレント事業撤退に伴い、2018年3月31日をもって事務所を退所し、翌4月1日よりビーフェクトに所属。
2018年5月13日に開催された『BanG Dream! 5th☆LIVE Roselia -Ewigkeit-』にて、芸能界引退のため声優ユニット『Roselia』を卒業する遠藤ゆりかの後任として、ベース担当ならびに『BanG Dream!』シリーズの今井リサ役を引き継いだ。
2019年5月12日、櫻川めぐと共同のYouTubeチャンネル「ゆきめぐTV」を開設した。
2019年6月10日、「和歌山県ふるさと広報局員」に委嘱された。
2019年9月24日、「高野山・熊野を愛する100人の会」のメンバーに選任された。
2020年3月7日、Roseliaで第十四回声優アワード歌唱賞を受賞。
2020年9月14日、「和歌山県ふるさと広報局長」（広報局員から昇格）「紀の国わかやま文化祭2021スペシャルインフルエンサー」に委嘱された。
2020年12月、NBCユニバーサル・エンターテイメントジャパンよりソロアーティストとしてメジャーデビュー。
2021年12月27日、「和歌山県ふるさと広報大使」に委嘱され広報局長から昇格した。

## 人物
ボーカロイド、アニメソング、ハロープロジェクトの楽曲を聴き、歌い踊るのが趣味である。好きなアニメは『うたの☆プリンスさまっ♪』、『ひぐらしのなく頃に』など。
軽音楽部に入っていたこともあり、ベースを弾くことを特技としている。
ゲームも趣味であり、好きなゲームは『スペースチャンネル5』、『jubeat』、『ドラゴンクエスト』、『無双シリーズ』、『テイルズ オブ シリーズ』、『CoD:BO2』、『どうぶつの森シリーズ』など幅広い。
声優を目指したきっかけは、高校入学前に友人の勧めで見た『銀魂』。この作品で声優という職業を初めて意識し、声の仕事だけでなくステージで歌ったり踊ったりするものだと知り、小さい頃から目指していた活動と似ていると感じたことから声優を目指すようになった。
地元である和歌山県のPRをするとともに、和歌山県を代表するような存在になりたいと語っている。温泉むすめでは和歌山県にある龍神温泉をモチーフとした『龍神晴』を演じる。カゴメ 野菜生活100のふるさと果実アンバサダーキャンペーンでは和歌山県の特産品である有田みかんのふるさと果実アンバサダー代表 を2年連続で務めた。2019年6月には和歌山県から『和歌山県ふるさと広報局員』に委嘱され、「より一層和歌山の魅力を伝えていきたい」としている。Twitterなどを通じた和歌山県の魅力発信の功績が県より評価され、『和歌山県ふるさと広報局長』を経て、2021年12月27日には『和歌山県ふるさと広報大使』に委嘱され、「更に和歌山に来てもらえるきっかけを作れるよう頑張っていきたい」とした。

## 出演
太字はメインキャラクター。

### テレビアニメ
2015年
- てーきゅう（2015年 - 2017年、大喜利の司会者、田中きなこ） - 6シリーズ
- 城下町のダンデライオン（女サンタ）
- 血液型くん!（2015年 - 2016年、女型、♀型、親戚女型） - 2シリーズ

2016年
- 大家さんは思春期!（森明日香）
- 鬼斬（ヴェロニカ、システム音声）
- うさかめ（田中きなこ）
- あにトレ!XX 〜ひとつ屋根の下で〜（女子生徒）

2017年
- 遊☆戯☆王VRAINS（2017年 - 2019年、財前葵 / ブルーエンジェル）
- アイドルマスター シンデレラガールズ劇場（2017年 - 2019年、乙倉悠貴） - 4シリーズ
- 干物妹!うまるちゃんR（飛島明）

2018年
- BanG Dream! ガルパ☆ピコ（2018年 - 2022年、今井リサ） - 3シリーズ

2019年
- BanG Dream!（2019年 - 2022年、今井リサ） - 2シリーズ + 1作品

2021年
- カードファイト!! ヴァンガード overDress（2021年 - 2025年、御薬袋ミレイ） - 6シリーズ

2022年
- ぷちセカ（日野森志歩）
- それいけ!アンパンマン（はくさいくん〈6代目〉）
- 天才王子の赤字国家再生術（ゼノ / ゼノヴィア）
- 可愛いだけじゃない式守さん（女の子）
- プリマドール（箒星）

2023年
- Helck（ハルピィ）

2024年
- 多数欠（国後依恋）
- 義妹生活（綾瀬沙季）
- 菜なれ花なれ（小父内涼葉）
- ひとりぼっちの異世界攻略（ギャルD）

2025年
- 一瞬で治療していたのに役立たずと追放された天才治癒師、闇ヒーラーとして楽しく生きる（クリシュナ）

### 劇場アニメ
- BanG Dream! FILM LIVE / 2nd Stage（2019年 - 2021年、今井リサ[72][73]） - 2作品
- 劇場版 BanG Dream! Episode of Roselia I・II（2021年、今井リサ[74]） - 2部作
- 劇場版 BanG Dream! ぽっぴん'どりーむ!（2022年、今井リサ）
- 劇場版IDOL舞SHOW（2022年、金剛寺ゆい[75]）
- 劇場版プロジェクトセカイ 壊れたセカイと歌えないミク（2025年、日野森志歩[76]）

### OVA
- うさかめ（2016年、田中きなこ） - TV未放送話
- てーきゅう（2016年、田中きなこ） - 『第6期』裏面

### Webアニメ
- アイドルマスター シンデレラガールズ劇場 火曜シンデレラシアター / Extra Stage（2017年 - 2021年、乙倉悠貴[55]） - 2シリーズ
- はじめましての高野山（2019年、クロエ・マンダラ[77]）
- 義妹生活（2020年 - 2024年、綾瀬沙季[78][79]）
- CINDERELLA GIRLS 10th Anniversary Celebration Animation ETERNITY MEMORIES（2022年、乙倉悠貴）
- Leo/need - Journey to Bloom『STELLA』（2023年、日野森志歩）

### ゲーム
2015年
- エミル・クロニクル・オンライン（エコ坊・アルマ）

2016年
- 戦国修羅SOUL（生駒吉乃）

2017年
- アイドルマスター シンデレラガールズ（2017年 - 2024年、乙倉悠貴） - 3作品
- 遥かなる異郷グランヴィリア（メイファ、ユイリィ）
- jubeat clan（システムボイス）
- 黒の騎士団〜ナイツクロニクル〜（軍楽隊リーダー ボニー）
- V！勇者のくせになまいきだR（魔法使い）
- ワールドクロスサーガ -時と少女と鏡の扉-（羽衣天女、ヴィーザル）
- CARAVAN STORIES（ミンミ）
- 悠久のユーフォリア（遠香のフレラ・ブルースピリット）

2018年
- ORDINAL STRATA -オーディナル ストラータ（プリエール）
- WAR OF BRAINS（暗躍使徒 トリガー）
- バンドリ! ガールズバンドパーティ!（2018年 - 2024年、今井リサ〈2代目〉）
- ドラガリアロスト（エリアス）
- キングスレイド（ニア）
- ウチの姫さまがいちばんカワイイ（聖鎧姫 ロト・ユーティ〈2代目〉）

2019年
- アークザラッド R（ドミニク）
- ブラウンダスト（ナイアス）

2020年
- 絵師神の絆（ココ）
- キングダムオブヒーロー（ラクシュミ）
- ロストディケイド（今井リサ）
- プロジェクトセカイ カラフルステージ！ feat. 初音ミク（2020年 - 2024年、日野森志歩）

2021年
- m HOLD'EM（東雲りの）

2022年
- ヘブンバーンズレッド（2022年 - 2024年、大島三野里）
- アズールレーン（ヴァンガード）
- 遊戯王 デュエルリンクス（ブルーエンジェル）

2024年
- 崩壊3rd（夢追い人・1P）
- プリマドール 無名典礼（箒星）
- 護縁（レン）
- グランブルーファンタジー（インダラ）

2025年
- ウマ娘 プリティーダービー（ラッキーライラック）

### ドラマCD
- ちょっとかわいいアイアンメイデン（2016年、横須賀夢夏[112]）
- アース・スター ドリーム シチュエーションドラマCDシリーズ「冬」（2016年、永穂優奈）
- IDOL舞SHOW エピソードZERO（2020年、金剛寺ゆい[113]）

### デジタルコミック
- バンドリ! ガールズバンドパーティ! Roselia Stage（2021年、今井リサ[114]）
- 義妹生活（2021年、綾瀬沙季[115]）

### オーディオドラマ
- 西野 〜学内カースト最下位にして異能世界最強の少年〜 オーディオドラマ（2019年、志水〈委員長〉[116]）
- プロジェクトセカイ カラフルステージ！ feat. 初音ミク ボイスドラマ（2021年 - 2022年、日野森志歩） - 3シリーズ[一覧 8]

### 吹き替え
- ベアリー・リーサル（2015年[117]）

### ラジオ
※はインターネット配信。
- A&G ARTIST ZONE アース・スター ドリームのTHE CATCH（2015年、超!A&G+※）
- 中島由貴と愛原ありさのまんなかあいらんど（2017年 - 2018年、ニコニコ生放送※）[118]
- キャラストradio ゆめふわマカロン情報局（2017年 - 2018年、超A&G+※）[91]
- 中島由貴 自由人電波局〜ひとなみ〜（2017年 - 、SMART USEN→USEN C-26※）
- 「中島由貴がしまったと思った時には勇気と希望に満ちたラジオは始まっていたんだ。」略して、しまゆきラジオ。（2018年 - 2020年、ニコニコ生放送※）[119]
- 中島由貴・武田羅梨沙多胡のかわいいラジオ（2018年 - 2021年、FRESH! 響チャンネル※）[120]
- 山口勝平の「しゅみじん。」ラジオ！（2020年、HiBiKi Radio Station※） アシスタント
- 超!A&G+マンスリースペシャル 中島由貴のChapter 0（2020年、超!A&G+※）[121]
- 中島由貴・岡咲美保 あうとスタンド!!（2021年 - 2023年、超!A&G+※）[122]
- RADIO VOISCAPE（2022年、超!A&G+※）
- 興味、関心、無。（2025年 - 現在、響ラジオステーション、Youtubeチャンネル※）[123]

### テレビ番組
※はインターネット配信。
- ハートフルTV「えこにゅ〜」（2016年、ニコニコ生放送※）[124]
- アース・スターニコ生（2016年、ニコニコ生放送※）
- BEMANI生放送(仮)（2016年 - 、ニコニコ生放送※、Youtube Live※） - MC
- キャラストTV（2017年、Youtube Live※、ニコニコ生放送※、FRESH!※）[125]
- なぜアニメはコンテンツビジネスの主力であり続けるのか（2017年 - 2018年、Schoo※）[126]
- エイトレイドチャンネル ノルン公式番組（2018年 - 2019年、&CAST!!!※） - MC（ノルン広報部 式田ミカ 役）　※2019年5月までは「エイトレイドチャンネル広報番組」
- 神奈延年&中島由貴のMusic Voice（2018年、FRESH!※） - MC[127]
- ゆきめぐTV(仮)（2019年 - 、YouTube※）[128]
- 声優がドラマに出たらこうなりました。〜聖地創生プロジェクト〜 第10回 - 第12回（2020年、BS11）[129]
- しゅみじん。 （2020年、BS日テレ） レギュラーアシスタント
- 中島由貴とミライアカリの女子会ですが（2020年 - 2022年、BS日テレ）[130]
- 中島由貴のふたりげーむ（2021年[131] - 2022年[132]、ニコニコチャンネル※）
- 中島由貴のふたりげーむぷらす（2022年[133] - 、ニコニコチャンネルプラス※）

### テレビドラマ
- 恋する日曜日「おにぃの恋」（2007年、順子[134]）

### 映画
- 13月の女の子（2020年8月15日公開、特別出演） 穴森七海 役

### 舞台
- 舞台版てーきゅう〜先輩とめぐりあう時間たち〜（2015年7月29日 - 8月2日、日本芸術専門学校大森校劇場） - 田中きなこ 役[135][136]
- 舞台版てーきゅう〜先輩とめぐりあう時間たち〜ディレクターズカット（2016年3月16日 - 21日、日本芸術専門学校大森校劇場） - 田中きなこ 役[137][138]
- 上野パンダ島ビキニーズ「マイナス2.5」（2018年3月15日 - 18日、品川プリンスホテル クラブeX）[139]
- 舞台版 華枕〜願い巡りて〜（2018年4月11日 - 15日、ラゾーナ川崎プラザソル） - 主演・アサガオ 役[12][140]

### CM
- 住友生命「四つ葉クローバー編」（2006年）
- ちゃお（2007年7月号）
- エミル・クロニクル・オンライン[81]（2015年）
- 日本きものシステム協同組合 (2015年）
- 私、能力は平均値でって言ったよね!（2016年、レーナ[141]）
- カードファイト!! ヴァンガード overDress「買いに来たショップ編」「御薬袋ミレイ -封焔の巫女-編」（2021年）

### 雑誌・スチール
- JSガール Vol.2 - 11[21]（三栄書房）
- ニコ☆プチ（新潮社）
- 小学三年生
- 雑誌 maria 表紙
- マスダ増 七五三カタログ
- 三越百貨店 七五三カタログ
- 振袖日和 2018年度版（新潮社）
- 声優パラダイスR「Cheer up! ゆっきー団長☆」（秋田書店、vol.18 - ）
- 声優グランプリ 「いろはにゆっきー」（2023年6月号 - 、主婦の友社）[142]

### DVD
- JS読者モデルレッスン[143]（2012年、コーチングパートナーとして出演[144]）
- JS読者モデルレッスン Vol.2（2013年、コーチングパートナーとして出演[144]）
- 遊☆戯☆王VRAINS DUEL-3（2018年、第33話オーディオコメンタリー[145]）

### その他
- 温泉むすめ（2017年、龍神晴[146]）
- 「早乙女選手、ひたかくす」#腹筋女子 トレーニング動画!（2018年、ナレーション）
- OKOSモーニングコールセンター（2018年、柚木ひかり[147]）
- カゴメ 野菜生活100（2018年、有田みかん ふるさと果実アンバサダー代表[148]）
- IDOL舞SHOW（2019年、金剛寺ゆい[149]）
- 義妹生活 PV&第1巻および第3巻初回限定版特典ASMR（2021年、綾瀬沙季）[150]
- ポカリスエット×初音ミクコラボweb movie（2021年 - 2022年、日野森志歩）
- デブでブタ扱いされてた底辺女が、学校一の不良男子に、メンチを切られたりお弁当を作られたり告白されたりする話 PV（2021年、大森シズカ[151]）
- 死亡遊戯で飯を食う。 PV（2023年、ナレーション[152]）
- JR東海ツアーズ企画列車 声優グランプリ×東海道新幹線「声優新幹線」（2024年11月30日、乗務員）[153]

## ディスコグラフィ

### シングル
|            | 発売日         | タイトル               | 規格品番                       | 規格品番       | 規格品番  | オリコン 最高位 |
| 初回限定盤 | 発売日         | タイトル               | 通常盤                         | あにばーさる盤 |           | オリコン 最高位 |
| ---------- | -------------- | ---------------------- | ------------------------------ | -------------- | --------- | --------------- |
| 1st        | 2022年2月16日  | Day of Bright Sunshine | GNCA-0658                      | GNCA-0659      | GNCT-0027 | 11位            |
| 2nd        | 2022年5月25日  | Route BLUE             | GNCA-0669 GNCA-0670 (アニメ盤) | GNCA-0671      | GNCT-0027 | 15位            |
| 3rd        | 2023年8月9日   | A NEW DAY              | GNCA-0698 (CD+Blu-ray)         | GNCA-0699      |           | 16位            |
| 4th        | 2023年11月15日 | 霞の向こうへ           | GNCA-0702 (CD+Blu-ray)         | GNCA-0703      |           | 10位            |

### アルバム
|            | 発売日         | タイトル   | 規格品番  | 規格品番       | 規格品番  | オリコン 最高位 |
| 初回限定盤 | 発売日         | タイトル   | 通常盤    | あにばーさる盤 |           | オリコン 最高位 |
| ---------- | -------------- | ---------- | --------- | -------------- | --------- | --------------- |
| 1st        | 2020年12月23日 | Chapter I  | GNCA-1596 | GNCA-1597      | GNCT-1017 | 24位            |
| 2nd        | 2023年3月1日   | サファイア | GNCA-1635 | GNCA-1636      | GNCT-1018 | 10位            |

### タイアップ曲
| 楽曲                   | タイアップ                                                                               | 時期   |
| ---------------------- | ---------------------------------------------------------------------------------------- | ------ |
| Day of Bright Sunshine | テレビアニメ『失格紋の最強賢者』エンディングテーマ                                       | 2022年 |
| Route BLUE             | テレビアニメ『可愛いだけじゃない式守さん』エンディングテーマ                             | 2022年 |
| A NEW DAY              | テレビアニメ『聖者無双〜サラリーマン、異世界で生き残るために歩む道〜』エンディングテーマ | 2023年 |
| 霞の向こうへ           | テレビアニメ『ゴブリンスレイヤーII』エンディングテーマ                                   | 2023年 |

### 歌手参加作品
| 発売日        | 商品名                                          | 歌                                             | 楽曲                                              | 備考                          |
| ------------- | ----------------------------------------------- | ---------------------------------------------- | ------------------------------------------------- | ----------------------------- |
| 2018年2月14日 | jubeat clan ORIGINAL SOUNDTRACK                 | 中島由貴 feat. dj TAKA with S-C-U meets Akhuta | 「Bonjour, The World!!」                          | ゲーム『jubeat Qubell』関連曲 |
| 2018年2月14日 | jubeat clan ORIGINAL SOUNDTRACK                 | 中島由貴                                       | 「レゾンデートル、前線より」                      | ゲーム『jubeat clan』関連曲   |
| 2018年3月15日 | The 7th KONAMI Arcade Championship オリジナルCD | 中島由貴                                       | 「Be a Hero!」 「Be a Hero!（ロングバージョン）」 | 「KAC・BEMANIシリーズ」関連曲 |
| 2019年1月26日 | Catch Our Fire!                                 | 中島由貴                                       | 「Catch Our Fire!」                               | 「KAC・BEMANIシリーズ」関連曲 |
| 2019年2月4日  | -                                               | 中島由貴                                       | 「廻る季節のゆく先に」                            | ゲーム『jubeat festo』関連曲  |

### キャラクターソング
| 発売日            | 商品名                                                                                         | 歌 | 楽曲                                                                                     | 備考                                                                                          |
| 2016年            | 2016年                                                                                         | 2016年 | 2016年                                                                                   | 2016年                                                                                        |
| ----------------- | ---------------------------------------------------------------------------------------------- | --- | ---------------------------------------------------------------------------------------- | --------------------------------------------------------------------------------------------- |
| 5月25日           | 走れ！うさかめ高校テニス部!!                                                                   | うさかめ高校テニス部 | 「走れ！うさかめ高校テニス部!!」                                                         | テレビアニメ『うさかめ』オープニングテーマ                                                    |
| 5月25日           | 走れ！うさかめ高校テニス部!!                                                                   | うさかめ高校テニス部 | 「青春サーフDays」                                                                       | テレビアニメ『うさかめ』関連曲                                                                |
| 5月25日           | 走れ！うさかめ高校テニス部!!                                                                   | うさかめ高校テニス部 feat. 古平たすく（高尾奏音）、馬場みやこ（曽我部英理）、色葉似ほへと（愛原ありさ） | 「青春サーフDays」                                                                       | テレビアニメ『うさかめ』関連曲                                                                |
| 2017年            |                                                                                                | |                                                                                          |                                                                                               |
| 3月15日           | THE IDOLM@STER CINDERELLA MASTER 046 乙倉悠貴                                                  | 乙倉悠貴（中島由貴） | 「追い風Running」                                                                        | ゲーム『アイドルマスター シンデレラガールズ』関連曲                                           |
| 9月6日            | 夏色Dreamer                                                                                    | ゆめふわマカロン | 「夏色Dreamer」 「この絆が導く場所」                                                     | ゲーム『CARAVAN STORIES』関連曲                                                               |
| 10月18日          | THE IDOLM@STER CINDERELLA GIRLS MASTER SEASONS AUTUMN!                                         | 安部菜々（三宅麻理恵）、乙倉悠貴（中島由貴）、前川みく（高森奈津美） | 「Halloween♥Code」                                                                       | ゲーム『アイドルマスター シンデレラガールズ』関連曲                                           |
| 2018年            |                                                                                                | |                                                                                          |                                                                                               |
| 7月18日           | THE IDOLM@STER CINDERELLA GIRLS STARLIGHT MASTER 19 With Love                                  | 五十嵐響子（種﨑敦美）、乙倉悠貴（中島由貴）、水本ゆかり（藤田茜）、諸星きらり（松嵜麗）、姫川友紀（杜野まこ）                                                                                             | 「With Love（M@STER VERSION）」                                                          | ゲーム『アイドルマスター シンデレラガールズ スターライトステージ』関連曲                      |
| 8月31日           | -                                                                                              | 乙倉悠貴（中島由貴） | 「お願い！シンデレラ」                                                                   | ゲーム『アイドルマスター シンデレラガールズ スターライトステージ』関連曲                      |
| 9月24日           | ひとりじゃないんだから                                                                         | 丸山彩（前島亜美）、青葉モカ（三澤紗千香）、今井リサ（中島由貴）、松原花音（豊田萌絵）、羽沢つぐみ（金元寿子）                                                                                             | 「ひとりじゃないんだから」                                                               | ゲーム『バンドリ！ ガールズバンドパーティ！』関連曲                                           |
| 11月30日          | THE IDOLM@STER CINDERELLA GIRLS 6thLIVE MERRY-GO-ROUNDOME!!! MASTER SEASONS AUTUMN! SOLO REMIX | 乙倉悠貴（中島由貴） | 「Halloween♥Code」                                                                       | ゲーム『アイドルマスター シンデレラガールズ』関連曲                                           |
| 12月15日          | overture                                                                                       | エリアス（中島由貴） | 「blurry」                                                                               | ゲーム『ドラガリアロスト』関連曲                                                              |
| 12月15日          | overture                                                                                       | エリアス（中島由貴）、ピアチェ（石見舞菜香） | 「blurry」                                                                               | ゲーム『ドラガリアロスト』関連曲                                                              |
| 2019年            |                                                                                                | |                                                                                          |                                                                                               |
| 4月17日           | THE IDOLM@STER CINDERELLA GIRLS LITTLE STARS! きゅん・きゅん・まっくす                         | 一ノ瀬志希（藍原ことみ）、乙倉悠貴（中島由貴）、椎名法子（都丸ちよ）、前川みく（高森奈津美）、棟方愛海（藤本彩花）                                                                                         | 「きゅん・きゅん・まっくす」                                                             | テレビアニメ『アイドルマスター シンデレラガールズ劇場』エンディングテーマ                     |
| 4月17日           | THE IDOLM@STER CINDERELLA GIRLS LITTLE STARS! きゅん・きゅん・まっくす                         | 乙倉悠貴（中島由貴） | 「きゅん・きゅん・まっくす」                                                             | テレビアニメ『アイドルマスター シンデレラガールズ劇場』関連曲                                 |
| 10月23日          | THE IDOLM@STER CINDERELLA GIRLS STARLIGHT MASTER for the NEXT! 01 TRUE COLORS                  | 城ヶ崎美嘉（佳村はるか）、高森藍子（金子有希）、アナスタシア（上坂すみれ）、藤原肇（鈴木みのり）、乙倉悠貴（中島由貴）、黒埼ちとせ（佐倉薫）、白雪千夜（関口理咲）、久川颯（長江里加）、久川凪（立花日菜） | 「TRUE COLORS（M@STER VERSION）」                                                        | ゲーム『アイドルマスター シンデレラガールズ スターライトステージ』関連曲                      |
| 10月23日          | THE IDOLM@STER CINDERELLA GIRLS STARLIGHT MASTER for the NEXT! 01 TRUE COLORS                  | 乙倉悠貴（中島由貴） | 「TRUE COLORS（M@STER VERSION）」                                                        | ゲーム『アイドルマスター シンデレラガールズ スターライトステージ』関連曲                      |
| 11月8日           | THE IDOLM@STER CINDERELLA GIRLS 7thLIVE TOUR Special 3chord♪ Funky Dancing! 会場オリジナルCD   | 乙倉悠貴（中島由貴） | 「With Love（M@STER VERSION）」                                                          | ゲーム『アイドルマスター シンデレラガールズ スターライトステージ』関連曲                      |
| 2020年            |                                                                                                | |                                                                                          |                                                                                               |
| 1月8日            | FANATIC!                                                                                       | 三日月眼 | 「FANATIC!」 「トロピカルドリーム」                                                      | 『IDOL舞SHOW』関連曲                                                                          |
| 1月8日            | FANATIC! 通常盤                                                                                | NO PRINCESS、三日月眼、X-UC | 「SENRAN!アイドル天下道へ」                                                              | 『IDOL舞SHOW』関連曲                                                                          |
| 10月7日           | キミシダイ Our future                                                                          | 三日月眼 | 「キミシダイ Our future」 「叶えて、神様」                                               | 『IDOL舞SHOW』関連曲                                                                          |
| 2021年            |                                                                                                | |                                                                                          |                                                                                               |
| 2月3日            | THE IDOLM@STER CINDERELLA GIRLS STARLIGHT MASTER GOLD RUSH! 06 THE VILLAIN'S NIGHT             | 乙倉悠貴（中島由貴） | 「Butter-Fly」                                                                           | ゲーム『アイドルマスター シンデレラガールズ スターライトステージ』関連曲                      |
| 6月9日            | needLe/ステラ                                                                                  | Leo/need、初音ミク | 「needLe」 「ステラ」                                                                    | ゲーム『プロジェクトセカイ カラフルステージ！ feat.初音ミク』関連曲                           |
| 9月22日           | THE IDOLM@STER CINDERELLA GIRLS STARLIGHT MASTER GOLD RUSH! 10 Hungry Bambi                    | 乙倉悠貴（中島由貴） | 「ずるじゃん」                                                                           | ゲーム『アイドルマスター シンデレラガールズ スターライトステージ』関連曲                      |
| 2022年            |                                                                                                | |                                                                                          |                                                                                               |
| 2月16日           | 霽れを待つ/「1」                                                                               | Leo/need、初音ミク | 「霽れを待つ」                                                                           | ゲーム『プロジェクトセカイ カラフルステージ！ feat. 初音ミク』関連曲                          |
| 2月16日           | 霽れを待つ/「1」                                                                               | Leo/need、巡音ルカ | 「「1」」                                                                                | ゲーム『プロジェクトセカイ カラフルステージ！ feat. 初音ミク』関連曲                          |
| 5月11日           | Leo/need SEKAI ALBUM vol.1                                                                     | Leo/need、初音ミク | 「from Y to Y」 「カゲロウデイズ」                                                       | ゲーム『プロジェクトセカイ カラフルステージ！ feat. 初音ミク』関連曲                          |
| 5月25日           | THE IDOLM@STER CINDERELLA GIRLS STARLIGHT MASTER R/LOCK ON! 05 トロピカルガール                | 夢見りあむ（星希成奏）、乙倉悠貴（中島由貴）、姫川友紀（杜野まこ）、三村かな子（大坪由佳）、難波笑美（伊達朱里紗）                                                                                         | 「トロピカルガール（M@STER VERSION）」                                                   | ゲーム『アイドルマスター シンデレラガールズ スターライトステージ』関連曲                      |
| 5月25日           | THE IDOLM@STER CINDERELLA GIRLS STARLIGHT MASTER R/LOCK ON! 05 トロピカルガール                | 乙倉悠貴（中島由貴） | 「トロピカルガール（M@STER VERSION）」                                                   | ゲーム『アイドルマスター シンデレラガールズ スターライトステージ』関連曲                      |
| 6月22日           | YEAH SAY YEAHHH!/無限日本列島LOVE/パステルグレイ                                               | 三日月眼 | 「無限日本列島LOVE」                                                                     | 劇場アニメ『劇場版IDOL舞SHOW』エンディングテーマ                                              |
| 6月22日           | YEAH SAY YEAHHH!/無限日本列島LOVE/パステルグレイ @Loppi・HMV限定盤                             | NO PRINCESS、三日月眼、X-UC | 「SENRAN! アイドル天下道へ2022」                                                         | 劇場アニメ『劇場版IDOL舞SHOW』テーマソング                                                    |
| 7月6日            | Tin Toy Melody                                                                                 | シャノワール | 「Tin Toy Melody」                                                                       | テレビアニメ『プリマドール』オープニングテーマ                                                |
| 7月6日            | Tin Toy Melody                                                                                 | シャノワール | 「機械仕掛けの賛歌」                                                                     | テレビアニメ『プリマドール』関連曲                                                            |
| 7月6日            | SHOW UP                                                                                        | シャノワール | 「夢咲＊ハレ舞台」                                                                       | テレビアニメ『プリマドール』関連曲                                                            |
| 7月6日            | SHOW UP                                                                                        | 箒星（中島由貴） | 「星導～ホシシルベ～」                                                                   | テレビアニメ『プリマドール』関連曲                                                            |
| 9月28日           | THE IDOLM@STER CINDERELLA MASTER Cute jewelries! 004                                           | 乙倉悠貴（中島由貴）、関裕美（会沢紗弥）、白菊ほたる（天野聡美）、早坂美玲（朝井彩加）、黒埼ちとせ（佐倉薫）                                                                                               | 「チョコレート？レモネード？どっち??」 「認めてくれなくたっていいよ」                    | ゲーム『アイドルマスター シンデレラガールズ』関連曲                                           |
| 9月28日           | THE IDOLM@STER CINDERELLA MASTER Cute jewelries! 004                                           | 乙倉悠貴（中島由貴） | 「青と夏」                                                                               | ゲーム『アイドルマスター シンデレラガールズ』関連曲                                           |
| 11月16日          | フロムトーキョー/流星のパルス                                                                  | Leo/need、初音ミク | 「フロムトーキョー」                                                                     | ゲーム『プロジェクトセカイ カラフルステージ！ feat. 初音ミク』関連曲                          |
| 11月16日          | フロムトーキョー/流星のパルス                                                                  | Leo/need、MEIKO | 「流星のパルス」                                                                         | ゲーム『プロジェクトセカイ カラフルステージ！ feat. 初音ミク』関連曲                          |
| 2023年            |                                                                                                | |                                                                                          |                                                                                               |
| 1月27日           | プリマドール BD 第4巻初回限定版特典CD                                                          | 箒星（中島由貴） | 「Twinkle Starlight」                                                                    | テレビアニメ『プリマドール』関連曲                                                            |
| 3月29日           | プリマドール BD 第6巻初回限定版特典CD                                                          | シャノワール | 「Little Busters!」                                                                      | テレビアニメ『プリマドール』関連曲                                                            |
| 4月5日            | THE IDOLM@STER CINDERELLA GIRLS STARLIGHT MASTER R/LOCK ON! 15 サマーサイダー                  | 久川颯（長江里加）、乙倉悠貴（中島由貴） | 「サマーサイダー（M@STER VERSION）」                                                     | ゲーム『アイドルマスター シンデレラガールズ スターライトステージ』関連曲                      |
| 4月5日            | THE IDOLM@STER CINDERELLA GIRLS STARLIGHT MASTER R/LOCK ON! 15 サマーサイダー                  | 乙倉悠貴（中島由貴） | 「サマーサイダー（M@STER VERSION）」                                                     | ゲーム『アイドルマスター シンデレラガールズ スターライトステージ』関連曲                      |
| 4月28日           | Be The MUSIC!                                                                                  | 「All Music MIKUdemy」一同 | 「Be The MUSIC!」                                                                        | ゲーム『プロジェクトセカイ カラフルステージ！ feat. 初音ミク』関連曲                          |
| 7月5日            | STAGE OF SEKAI/Peaky Peaky                                                                     | Leo/need、鏡音レン | 「STAGE OF SEKAI」                                                                       | ゲーム『プロジェクトセカイ カラフルステージ！ feat. 初音ミク』関連曲                          |
| 7月5日            | STAGE OF SEKAI/Peaky Peaky                                                                     | Leo/need、KAITO | 「Peaky Peaky」                                                                          | ゲーム『プロジェクトセカイ カラフルステージ！ feat. 初音ミク』関連曲                          |
| 7月5日            | オーダーメイド/てらてら                                                                        | Leo/need、巡音ルカ | 「オーダーメイド」                                                                       | ゲーム『プロジェクトセカイ カラフルステージ！ feat. 初音ミク』関連曲                          |
| 7月5日            | オーダーメイド/てらてら                                                                        | Leo/need、初音ミク | 「てらてら」                                                                             | ゲーム『プロジェクトセカイ カラフルステージ！ feat. 初音ミク』関連曲                          |
| 8月30日           | Voices/the WALL                                                                                | Leo/need、鏡音リン | 「Voices」                                                                               | ゲーム『プロジェクトセカイ カラフルステージ！ feat. 初音ミク』関連曲                          |
| 8月30日           | Voices/the WALL                                                                                | Leo/need、初音ミク | 「the WALL」                                                                             | ゲーム『プロジェクトセカイ カラフルステージ！ feat. 初音ミク』関連曲                          |
| 11月22日          | Flyway/相生                                                                                    | Leo/need、鏡音レン | 「Flyway」                                                                               | ゲーム『プロジェクトセカイ カラフルステージ！ feat. 初音ミク』関連曲                          |
| 11月22日          | Flyway/相生                                                                                    | Leo/need、MEIKO | 「相生」                                                                                 | ゲーム『プロジェクトセカイ カラフルステージ！ feat. 初音ミク』関連曲                          |
| 12月13日          | THE IDOLM@STER CINDERELLA GIRLS STARLIGHT MASTER PLATINUM NUMBER 13 ノートの中のテラリウム     | 久川颯（長江里加）、乙倉悠貴（中島由貴） | 「走れ！」                                                                               | ゲーム『アイドルマスター シンデレラガールズ スターライトステージ』関連曲                      |
| 2024年            |                                                                                                | |                                                                                          |                                                                                               |
| 3月6日            | Leo/need SEKAI ALBUM vol.2                                                                     | 星乃一歌（野口瑠璃子）、日野森志歩（中島由貴）、鏡音レン | 「ロストワンの号哭」                                                                     | ゲーム『プロジェクトセカイ カラフルステージ！ feat. 初音ミク』関連曲                          |
| 3月6日            | Leo/need SEKAI ALBUM vol.2                                                                     | 星乃一歌（野口瑠璃子）、日野森志歩（中島由貴）、初音ミク | 「僕らまだアンダーグラウンド」 「Calc.」                                                 | ゲーム『プロジェクトセカイ カラフルステージ！ feat. 初音ミク』関連曲                          |
| 3月6日            | Leo/need SEKAI ALBUM vol.2                                                                     | Leo/need、初音ミク | 「ロストエンファウンド」                                                                 | ゲーム『プロジェクトセカイ カラフルステージ！ feat. 初音ミク』関連曲                          |
| 3月6日            | Leo/need SEKAI ALBUM vol.2                                                                     | Leo/need | 「天ノ弱」                                                                               | ゲーム『プロジェクトセカイ カラフルステージ！ feat. 初音ミク』関連曲                          |
| 3月6日            | Leo/need SEKAI ALBUM vol.2                                                                     | Leo/need、鏡音リン | 「夜もすがら君想ふ」                                                                     | ゲーム『プロジェクトセカイ カラフルステージ！ feat. 初音ミク』関連曲                          |
| 3月6日            | Leo/need SEKAI ALBUM vol.2                                                                     | Leo/need、巡音ルカ | 「Hello, Worker」                                                                        | ゲーム『プロジェクトセカイ カラフルステージ！ feat. 初音ミク』関連曲                          |
| 3月6日            | Leo/need SEKAI ALBUM vol.2                                                                     | Leo/need、鏡音レン | 「アトラクトライト」                                                                     | ゲーム『プロジェクトセカイ カラフルステージ！ feat. 初音ミク』関連曲                          |
| 3月6日            | Leo/need SEKAI ALBUM vol.2                                                                     | Leo/need、MEIKO | 「快晴」                                                                                 | ゲーム『プロジェクトセカイ カラフルステージ！ feat. 初音ミク』関連曲                          |
| 6月12日           | 星を繋ぐ/purpose                                                                               | Leo/need、KAITO | 「星を繋ぐ」                                                                             | ゲーム『プロジェクトセカイ カラフルステージ！ feat. 初音ミク』関連曲                          |
| 6月12日           | 星を繋ぐ/purpose                                                                               | Leo/need、鏡音リン | 「purpose」                                                                              | ゲーム『プロジェクトセカイ カラフルステージ！ feat. 初音ミク』関連曲                          |
| 6月19日           | THE IDOLM@STER CINDERELLA GIRLS STARLIGHT MASTER HEART TICKER! 08 スバル                       | 大石泉（大木咲絵子）、乙倉悠貴（中島由貴）、多田李衣菜（青木瑠璃子）、水本ゆかり（藤田茜）、神谷奈緒（松井恵理子）                                                                                         | 「スバル（M@STER VERSION）」                                                             | ゲーム『アイドルマスター シンデレラガールズ スターライトステージ』関連曲                      |
| 6月19日           | THE IDOLM@STER CINDERELLA GIRLS STARLIGHT MASTER HEART TICKER! 08 スバル                       | 乙倉悠貴（中島由貴） | 「スバル（M@STER VERSION）」                                                             | ゲーム『アイドルマスター シンデレラガールズ スターライトステージ』関連曲                      |
| 7月3日            | プロジェクトセカイ カラフルステージ！ feat. 初音ミク アナザーボーカルアルバム Leo/need         | 天馬咲希（礒部花凜）、日野森志歩（中島由貴） | 「from Y to Y」                                                                          | ゲーム『プロジェクトセカイ カラフルステージ！ feat. 初音ミク』関連曲                          |
| 7月3日            | プロジェクトセカイ カラフルステージ！ feat. 初音ミク アナザーボーカルアルバム Leo/need         | 日野森志歩（中島由貴） | 「needLe」 「ステラ」 「「1」」 「フロムトーキョー」 「カゲロウデイズ」 「流星のパルス」 | ゲーム『プロジェクトセカイ カラフルステージ！ feat. 初音ミク』関連曲                          |
| 9月18日           | インテグラル/レグルス                                                                          | Leo/need、初音ミク | 「インテグラル」                                                                         | ゲーム『プロジェクトセカイ カラフルステージ！ feat. 初音ミク』関連曲                          |
| 9月18日           | インテグラル/レグルス                                                                          | Leo/need、KAITO | 「レグルス」                                                                             | ゲーム『プロジェクトセカイ カラフルステージ！ feat. 初音ミク』関連曲                          |
| 2025年            |                                                                                                | |                                                                                          |                                                                                               |
| 1月17日（2月7日） | SToRY                                                                                          | Leo/need | 「SToRY」                                                                                | 劇場アニメ『劇場版プロジェクトセカイ 壊れたセカイと歌えないミク』関連曲                       |
| 1月30日           | Worlders                                                                                       | バーチャル・シンガー、Leo/need、MORE MORE JUMP!、Vivid BAD SQUAD、ワンダーランズ×ショウタイム、25時、ナイトコードで。                                                                                      | 「Worlders」                                                                             | 劇場アニメ『劇場版プロジェクトセカイ 壊れたセカイと歌えないミク』エンディングテーマ           |
| 2月19日           | すれすれ/それでも僕らは歌うことをやめない                                                      | Leo/need、MEIKO | 「すれすれ」                                                                             | ゲーム『プロジェクトセカイ カラフルステージ！ feat. 初音ミク』関連曲                          |
| 2月19日           | すれすれ/それでも僕らは歌うことをやめない                                                      | Leo/need、鏡音レン | 「それでも僕らは歌うことをやめない」                                                     | ゲーム『プロジェクトセカイ カラフルステージ！ feat. 初音ミク』関連曲                          |
| 2月21日           | 群青讃歌（劇場版プロジェクトセカイver.）                                                       | Leo/need、MORE MORE JUMP!、Vivid BAD SQUAD、ワンダーランズ×ショウタイム、25時、ナイトコードで。 | 「群青讃歌（劇場版プロジェクトセカイver.）」                                             | 劇場アニメ『劇場版プロジェクトセカイ 壊れたセカイと歌えないミク』挿入歌                       |
| 2月27日           | 快晴「劇場版プロジェクトセカイ」ver.                                                           | Leo/need | 「快晴「劇場版プロジェクトセカイ」ver.」                                                 | 劇場アニメ『劇場版プロジェクトセカイ 壊れたセカイと歌えないミク』挿入歌                       |
| 3月5日            | ウマ娘 プリティーダービー WINNING LIVE 24                                                      | ウマ娘 | 「STARTING FORCE」                                                                       | ゲーム『ウマ娘 プリティーダービー』関連曲                                                     |
| 3月5日            | ウマ娘 プリティーダービー WINNING LIVE 24                                                      | ウマ娘 | 「うまぴょい伝説」                                                                       | ゲーム『ウマ娘 プリティーダービー』関連曲                                                     |
| 3月31日           | フレー                                                                                         | Leo/need、初音ミク | 「フレー」                                                                               | 大塚製薬『ポカリスエット』×『プロジェクトセカイ カラフルステージ！ feat. 初音ミク』コラボ楽曲 |
| 3月31日           | 青色絵具                                                                                       | 日野森志歩（中島由貴）、日野森雫（本泉莉奈）、初音ミク | 「青色絵具」                                                                             | 日清食品『カップヌードル』×『プロジェクトセカイ カラフルステージ！ feat. 初音ミク』コラボ楽曲 |
| 6月25日           | Leo/need SEKAI ALBUM vol.3                                                                     | Leo/need、初音ミク | 「glow」 「初めての恋が終わる時」 「Henceforth」                                         | ゲーム『プロジェクトセカイ カラフルステージ！ feat. 初音ミク』関連曲                          |
| 6月25日           | Leo/need SEKAI ALBUM vol.3                                                                     | 星乃一歌（野口瑠璃子）、日野森志歩（中島由貴）、鏡音リン | 「天樂」                                                                                 | ゲーム『プロジェクトセカイ カラフルステージ！ feat. 初音ミク』関連曲                          |
| 6月25日           | Leo/need SEKAI ALBUM vol.3                                                                     | Leo/need、MEIKO | 「幾望の月」                                                                             | ゲーム『プロジェクトセカイ カラフルステージ！ feat. 初音ミク』関連曲                          |
| 6月25日           | Leo/need SEKAI ALBUM vol.3                                                                     | Leo/need、鏡音リン | 「東京テディベア」                                                                       | ゲーム『プロジェクトセカイ カラフルステージ！ feat. 初音ミク』関連曲                          |
| 6月25日           | Leo/need SEKAI ALBUM vol.3                                                                     | Leo/need、巡音ルカ | 「抜錨」                                                                                 | ゲーム『プロジェクトセカイ カラフルステージ！ feat. 初音ミク』関連曲                          |
| 6月25日           | Leo/need SEKAI ALBUM vol.3                                                                     | Leo/need、KAITO | 「モザイクロール (Reloaded)」 「ワールド・ランプシェード [reunion]」                     | ゲーム『プロジェクトセカイ カラフルステージ！ feat. 初音ミク』関連曲                          |
| 9月3日            | その音が鳴るなら/Sympathy                                                                      | Leo/need、巡音ルカ | 「その音が鳴るなら」                                                                     | ゲーム『プロジェクトセカイ カラフルステージ！ feat. 初音ミク』関連曲                          |
| 9月3日            | その音が鳴るなら/Sympathy                                                                      | Leo/need、初音ミク | 「Sympathy」                                                                             | ゲーム『プロジェクトセカイ カラフルステージ！ feat. 初音ミク』関連曲                          |

## ライブ・イベント

### 合同ライブ
| 出演日              | タイトル                                                                                          | 会場                                      | 備考                                                                     |
| ------------------- | ------------------------------------------------------------------------------------------------- | ----------------------------------------- | ------------------------------------------------------------------------ |
| 2017年2月11日       | BEMANI SPECIAL LIVE in JAEPO2017                                                                  | 幕張メッセ（千葉県）                      |                                                                          |
| 2017年6月24日・25日 | THE IDOLM@STER CINDERELLA GIRLS 5thLIVE TOUR Serendipity Parade!!! 静岡公演                       | エコパアリーナ（静岡県）                  |                                                                          |
| 2017年8月12日       | THE IDOLM@STER CINDERELLA GIRLS 5thLIVE TOUR Serendipity Parade!!! さいたまスーパーアリーナ公演   | さいたまスーパーアリーナ（埼玉県）        |                                                                          |
| 2017年11月19日      | アイドルマスター シンデレラガールズ 6th Anniversary Memorial Party                                | 舞浜アンフィシアター（千葉県）            |                                                                          |
| 2018年1月13日       | アニ×ワラ vol7.5                                                                                  | サンパール荒川（東京都）                  |                                                                          |
| 2018年2月10日・11日 | BEMANI SPECIAL LIVE in JAEPO2018                                                                  | 幕張メッセ（千葉県）                      |                                                                          |
| 2018年2月18日       | 第2回まけんグミフェス                                                                             | STUDIO COAST（東京都）                    | 「温泉むすめ ゆのはな選抜」として                                        |
| 2018年5月13日       | BanG Dream! 5th☆LIVE                                                                              | 幕張メッセ（千葉県）                      | 当日まで出演非公開                                                       |
| 2018年6月3日        | CIRCLE FIRE vol.3                                                                                 | CLUB CITTA'（神奈川県）                   |                                                                          |
| 2018年12月2日       | THE IDOLM@STER CINDERELLA GIRLS 6thLIVE MERRY-GO-ROUNDOME!!! ナゴヤドーム公演                     | ナゴヤドーム（愛知県）                    |                                                                          |
| 2019年9月3日・4日   | THE IDOLM@STER CINDERELLA GIRLS 7thLIVE TOUR Special 3chord♪ Comical Pops!                        | 幕張メッセ国際展示場 9-11ホール（千葉県） |                                                                          |
| 2019年11月9日・10日 | THE IDOLM@STER CINDERELLA GIRLS 7thLIVE TOUR Special 3chord♪ Funky Dancing!                       | ナゴヤドーム（愛知県）                    |                                                                          |
| 2022年1月29日・30日 | THE IDOLM@STER CINDERELLA GIRLS 10th ANNIVERSARY M@GICAL WONDERLAND TOUR!!! Tropical Land         | 会場不明                                  | 新型コロナウイルス感染拡大の影響により、有料生配信のみでの実施となった。 |
| 2022年4月2日        | THE IDOLM@STER CINDERELLA GIRLS 10th ANNIVERSARY M@GICAL WONDERLAND!!!                            | ベルーナドーム（埼玉県）                  |                                                                          |
| 2022年4月30日       | NBCUniversal ANIME×MUSIC 30th Anniversary STARTING PARTY                                          | Zepp DiverCity TOKYO （東京都）           |                                                                          |
| 2022年8月26日       | Animelo Summer Live 2022 -Sparkle-                                                                | さいたまスーパーアリーナ（埼玉県）        |                                                                          |
| 2022年9月3日・4日   | THE IDOLM@STER CINDERELLA GIRLS LIKE4LIVE #cg_ootd                                                | 日本ガイシホール（愛知県）                |                                                                          |
| 2022年11月26日      | THE IDOLM@STER CINDERELLA GIRLS Twinkle LIVE Constellation Gradation                              | ベルーナドーム（埼玉県）                  |                                                                          |
| 2023年3月11日       | EJ My Girl Festival 2023                                                                          | 市川市文化会館（千葉県）                  |                                                                          |
| 2024年3月10日       | THE IDOLM@STER CINDERELLA GIRLS UNIT LIVE TOUR ConnecTrip! 岩手公演                               | トーサイクラシックホール岩手（岩手県）    |                                                                          |
| 2024年9月14日・15日 | THE IDOLM@STER CINDERELLA GIRLS STARLIGHT FANTASY                                                 | Kアリーナ横浜（神奈川県）                 |                                                                          |
| 2025年5月24・25日   | ウマ娘 プリティーダービー 6th EVENT The New Frontier                                              | さいたまスーパーアリーナ (埼玉県）        |                                                                          |
| 2025年6月28日・29日 | THE IDOLM@STER CINDERELLA GIRLS STARLIGHT STAGE 10th ANNIVERSARY TOUR Let’s AMUSEMENT!!! 福岡公演 | マリンメッセ福岡（福岡県）                |                                                                          |
| 2025年7月20日       | Wakayama Anison Live 2025 Summer                                                                  | 和歌山県民文化会館                        |                                                                          |

### 単独イベント
| 出演日                           | タイトル                                                            | 会場                               | 備考                                                             |
| -------------------------------- | ------------------------------------------------------------------- | ---------------------------------- | ---------------------------------------------------------------- |
| 2018年1月14日                    | 中島由貴 ソロイベント〜みんなで一緒に成人式〜                       | YMCAアジア青少年センター（東京都） |                                                                  |
| 2018年4月30日                    | 中島由貴 ファンイベント vol.1                                       | YMCAアジア青少年センター（東京都） | ゲスト：嘉山未紗                                                 |
| 2018年5月20日                    | 中島由貴 ファンイベント vol.2                                       | 快・決いい会議室 HALL-A（東京都）  | ゲスト：八島さらら                                               |
| 2018年6月16日                    | 中島由貴 ファンイベント vol.3                                       | YMCAアジア青少年センター（東京都） | ゲスト：青木志貴                                                 |
| 2018年7月7日                     | しまゆきラジオイベント「七夕に降る雪」                              | YMCAアジア青少年センター（東京都） | ゲスト：会沢紗弥（昼の部）、佳村はるか（夜の部）                 |
| 2018年8月4日                     | 中島由貴 ファンイベント vol.4                                       | YMCAアジア青少年センター（東京都） | ゲスト：深川芹亜                                                 |
| 2018年9月30日                    | 中島由貴バースデイ ファンミーティングinサンリオピューロランド       | サンリオピューロランド（東京都）   | ゲスト：サンリオキャラクター                                     |
| 2018年10月20日                   | 中島由貴 ファンイベント vol.5                                       | YMCAアジア青少年センター（東京都） | ゲスト：橘田いずみ（昼の部）、原田ひとみ（夜の部）               |
| 2018年12月24日                   | 中島由貴 クリスマスイベント'18                                      | YMCAアジア青少年センター（東京都） | ゲスト：櫻川めぐ                                                 |
| 2019年1月19日                    | 中島由貴 ファンイベント vol.6                                       | YMCAアジア青少年センター（東京都） | ゲスト：武田羅梨沙多胡                                           |
| 2019年3月3日                     | 中島由貴 ファンイベント vol.7                                       | YMCAアジア青少年センター（東京都） | ゲスト：深川芹亜                                                 |
| 2019年4月13日                    | 中島由貴 ファンイベント vol.8                                       | YMCAアジア青少年センター（東京都） | ゲスト：三宅麻理恵                                               |
| 2019年5月11日                    | 中島由貴 ファンイベント vol.9                                       | 東京証券会館ホール                 | ゲスト：相羽あいな                                               |
| 2019年6月15日                    | 中島由貴 ファンイベント vol.10                                      | 東京証券会館ホール                 | ゲスト：青木志貴                                                 |
| 2019年7月13日                    | 中島由貴 ファンイベント vol.11                                      | 東京証券会館ホール                 | ゲスト：山下七海                                                 |
| 2019年9月14日                    | 中島由貴 Birthday Event                                             | 東京証券会館ホール                 |                                                                  |
| 2019年11月16日（10月13日の振替） | 中島由貴 ファンイベント vol.12                                      | 東京証券会館ホール                 | ゲスト：嘉山未紗（昼の部）、会沢紗弥（夕の部）                   |
| 2019年12月21日                   | 中島由貴 ファンイベント vol.13 『ゆきめぐ〜夢のリアルイベント編〜』 | 東京証券会館ホール                 | ゲスト：櫻川めぐ                                                 |
| 2020年2月9日                     | 中島由貴 ファンイベント vol.14                                      | 東京証券会館ホール                 | ゲスト：志崎樺音（昼の部）、工藤晴香（夕の部）                   |
| 2021年4月4日                     | 中島由貴 ファンイベント in 大阪                                     | ブリーゼタワー                     | ゲスト：相羽あいな                                               |
| 2022年7月31日                    | 中島由貴 ファンイベント in 和歌山                                   | 和歌山城ホール 小ホール            | ゲスト：深川芹亜                                                 |
| 2022年9月10日                    | 中島由貴 Birthday Event                                             | 全電通労働会館 多目的ホール        |                                                                  |
| 2022年12月18日                   | 中島由貴 X’mas イベント2022                                         | 品川インターシティホール（東京都） |                                                                  |
| 2023年7月15日                    | 中島由貴 ファンイベント in 和歌山2023                               | 和歌山城ホール 小ホール            | ゲスト：櫻川めぐ・志崎樺音                                       |
| 2023年9月9日                     | 中島由貴 Birthday Event 2023                                        | ニッショーホール（東京都）         |                                                                  |
| 2023年12月16日                   | 中島由貴 X’mas イベント2023                                         | ニッショーホール（東京都）         |                                                                  |
| 2024年7月21日                    | 中島由貴 ファンイベント in 和歌山2024                               | 和歌山城ホール 小ホール            | ゲスト：相羽あいな                                               |
| 2024年9月21日                    | 中島由貴 Birthday Event 2024                                        | めぐろパーシモンホール 大ホール    | ゲスト（夜公演）：鈴木みのり、武田羅梨沙多胡、山下七海、深川芹亜 |
| 2024年10月12日                   | 中島由貴 「自由人電波局～ひとなみ～」2024公開イベント               | TIAT SKY HALL（東京都）            | ゲスト：鈴木みのり（夜の部）                                     |
| 2024年12月28日                   | 中島由貴 ファンイベント 2024 winter                                 | 日本教育会館 一ツ橋ホール          | ゲスト：櫻川めぐ・志崎樺音                                       |
| 2025年9月27日                    | 中島由貴 Birthday Event 2025                                        | ヒューリックホール東京             | ゲスト（夜公演）：相羽あいな、工藤晴香                           |

### その他
- The 6th KAC「jubeat Qubell」ステージ JAEPO2017（2017年2月11日・12日、幕張メッセ千葉県））ゲスト出演
- ジャンプフェスタ2018 遊☆戯☆王VRAINS「なりきり体験! モンスター召喚!」「声優スペシャルデュエル」ステージ（2017年12月16日・17日、幕張メッセ（千葉県））ゲスト出演
- The 7th KAC「GITADORA Matixx GuitarFreaks/DrumMania」「jubeat clan」決勝大会 JAEPO2018（2018年2月10日、幕張メッセ（千葉県））アシスタント

## 書籍

### 写真集
- ゆき恋（2019年4月26日、秋田書店、編集：声優パラダイスR編集部）ISBN 978-4-253-01100-6[165]
- スケッチブック（2021年2月2日、主婦の友社）ISBN 978-4-07-446010-6
- blue Blue（2025年4月25日、イマジカインフォス）ISBN 978-4-07-461617-6[166][167]

### フォトブック
- 中島由貴Special Photobook「2019-2022」（2023年3月31日、主婦の友社）ISBN 978-4074548828
- 中島由貴フォトブック YUKI NO ALBUM（2023年12月18日、主婦の友社）ISBN 978-4074561254

### カレンダー
- 中島由貴 2019年 カレンダー 壁掛け（2018年8月15日、ハゴロモ）
- 中島由貴 2021年 カレンダー 壁掛け（2020年8月2日、ハゴロモ）

### トレーディングカード
- Voice Actor Card Collection VOL.11 中島由貴『ゆきいろ』（2023年6月25日、ブシロードクリエイティブ）